# Les Gleies (Olot)
les Gleies és un mas al veïnat olotí de Sant Cristòfol les Fonts (la Garrotxa) protegit com a bé cultural d'interès local. Es tracta d'una masia de planta rectangular i coberta a dues aigües amb carener perpendicular a les façanes laterals. Construïda amb pedra volcànica petita i pedra tallada amb carreus grans a les cantonades i obertures. Cal destacar les obertures de punt rodó i arcs rebaixats que formen el porxo al costat de migdia i llevant.